# سحابی دمبل
سحابی دمبل یا مسیهٔ ۲۷ یک سحابی سیاره‌نما در صورت فلکی روباهک است. فاصلهٔ آن تا زمین ۱٬۳۶۰ سال نوری تخمین زده شده‌است. این سحابی نخستین سحابی سیاره‌نمایی بود که کشف شد. قدر ظاهری آن ۷٫۵ است؛ بنابراین توسط دوربین‌های دوچشمی قوی و تلسکوپ‌های کوچک قابل رصد می‌باشد.

## نام‌ها
۱. M27
۲. NGC 6853
۳. Dumbbell nebula

### ریشهٔ نام
این نام از روی ظاهر متشابه به دمبل گرفته شده‌است.

## مشخصات
- قدر: ۷٫۶
- مساحت: یک مستطیل ۸*۷ دقیقهٔ قوسی
- نوع: سحابی سیاره‌نما
- صورت فلکی: روباهک

## نگارخانه

M27 در صورت فلکی روباه.
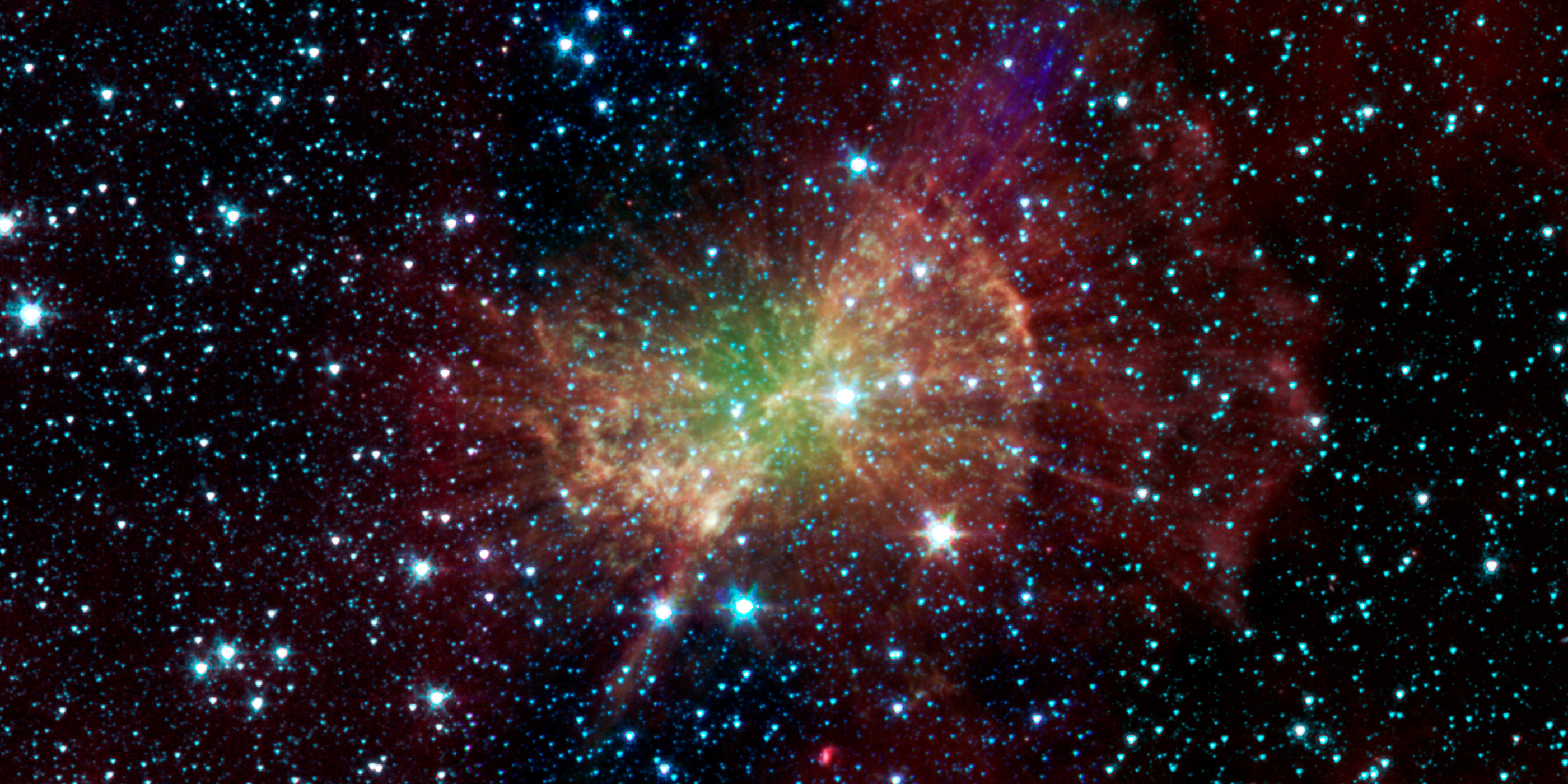
تصویر از تلسکوپ فضایی اسپیتزر.